# ناحیه قنزات
ناحیه قنزات (به عربی: دائرة قنزات) یک ناحیه در الجزایر است که در استان سطیف واقع شده‌است.